# طريقة بناء الأهرام المصرية
طريقة بناء الهرم المصري تعد موضوعًا مثيرًا للجدل وللعديد من الفرضيات ويبدو أن هذه التقنيات قد تطورت بمرور الوقت حيث لم يتم بناء الأهرامات اللاحقة بنفس طريقة بناء الأهرامات الأولي. تستند معظم فرضيات البناء على الاعتقاد بأن الأحجار الضخمة نحتت في المحاجر بأزاميل من النحاس ثم تم سحب هذه الكتل ورفعها إلى موضعها. وتتعلق الخلافات بشكل رئيسي بالطرق المستخدمة لتحريك ووضع الأحجار.

## الفرضيات التاريخية

### الاسرة الثالثة حتى الأسرة الخامسة
خلال الفترة المبكرة تم بناء الأهرامات بالكامل من الحجر. كان الحجر الجيري المصنع محليًا هو المادة المفضلة للجسم الرئيسي لهذه الأهرامات، في حين تم استخدام جودة أعلى من الحجر الجيري للغلاف الخارجي تم تصنيعها في طرة (بالقرب من القاهرة الحديثة). الجرانيت كان يتم استخراجه بالقرب من أسوان، وكان يستخدم لبناء بعض العناصر المعمارية، بما في ذلك الباب منزلق (وهو نوع من البوابات) وأسطح وجدران حجرة الدفن. في بعض الأحيان كان يتم استخدام الجرانيت في الغلاف الخارجي أيضًا، مثل هرم منقرع. في الأهرامات الاولي تم وضع طبقات من الحجر (تسمى الدورات) التي تشكل الجسم الهرمي مائلة إلى الداخل؛ ومع ذلك وجد أن هذا التكوين أقل استقرارًا من تكديس الأحجار أفقيًا فوق بعضها البعض. يبدو أن هرم سنفرو المائل يشير إلى قبول تقنية إنتقالية جديدة عند الانتقال بين هاتين التقنيتين للبناء. حيث تم بناء القسم السفلي من الدورات المنحدرة بينما تم وضع الحجارة في القسم العلوي بشكل أفقي.

### المملكة الوسطى وما بعدها
خلال عصر الدولة الوسطى تغيرت تقنيات بناء الهرم مرة أخرى. غالباً تم بناء الأهرام اللاحقة فوق التلال الطبيعية لتقليل حجم المواد اللازمة في بنائها. وقد ضمنت مواد وطرق البناء المستخدمة في الأهرامات الأولي بقائها في حالة أفضل بكثير بشكل عام من اهرامات الفراعنة اللاحقين.

## فرضيات طريقة البناء

### بناء الأهرامات من كتل الحجر
كانت إحدى المشاكل الرئيسية التي واجهها بناة الاهرام الأوائل هي الحاجة إلى نقل كميات ضخمة من الحجر. تحتوي مقبرة جيحوتي حتب من الأسرة الثانية عشرة على توضيح لـ 172 رجلاً يسحبون تمثال له على زلاجة. ويقدر وزن التمثال بـ60 طنا وقدرت دينيس ستوكز أن كان يحتاج 45 عاملا للبدء في تحريك 16,300 كيلوغرام (35,900 رطل؛ 16.3 t) أو ثمانية عمال لنقل 2,750 كيلوغرام (6,060 رطل؛ 2.75 t). اقترح الدكتور أر اتش جي باري طريقة لف الحجارة باستخدام آلة تشبه سرير الطفل تم حفرها في مختلف معابد المملكة الجديدة. يمكن تركيب أربعة من هذه الأشياء حول كتلة الحجر بحيث يمكن دحرجتها بسهولة. التجارب التي أجرتها شركة أوباياشي مع كتل خرسانية مساحتها 0.8 متر (2 قدم 7 بوصة) مربع وارتفاعها 1.6 متر (5 قدم 3 بوصة) بوزن 2.5 طن متري (2,500 كـغ؛ 5,500 رطل) أظهرت كيف يمكن لـ 18 رجلاً سحب الكتلة فوق منحدر مائل بمعدل 18 متر في الدقيقة (1 قدم/ث). وصف جون بوش هذه الفكرة سابقًا في عام 1977  وهي مذكورة في قسم الملاحظات الختامية في كتاب فيتروفيو (دي أركيتيتورا)  حيث وصفت طريقة مشابهة لنقل الأوزان غير النظامية. لا يزال من غير المعروف ما إذا كان المصريون قد استخدموا هذه الطريقة، لكن التجارب تشير إلى أنه كان يمكن أن تعمل باستخدام الأحجار من هذا الحجم. يقبل علماء المصريات هذا بشكل عام للكتل بوزن 2.5 طن المستخدمة في الغالب لكنهم لا يتفقون على الطرق المستخدمة للكتل أكثر من 15 طن والكتل من 70 إلى 80 طنًا.
هناك معلومات جيدة تتعلق بموقع المحاجر وبعض الأدوات المستخدمة لقطع الحجر في المحاجر ونقل الحجر إلى مكان بناء الهرم وتسوية الأساس وتسوية المستويات اللاحقة للبنية الفوقية النامية. ربما استخدم العمال إزميل نحاسي ومثاقب ومناشير لقطع الاحجار الأكثر نعومة، مثل معظم الحجر الجيري. لا يمكن قطع الأحجار الصلبة مثل الجرانيت والجرانوديوريت والسينيت والبازلت باستخدام أدوات النحاس وحدها؛ وبدلاً من ذلك تم قطعهم بطرق مستهلكة للوقت مثل القصف باستخدام الدولريت والحفر والمناشير بمساعدة مادة كاشطة مثل رمل الكوارتز. تم نقل الكتل بواسطة زلاجة من المحتمل أن تكون مشحمة بالماء. ربما تم تحقيق تسوية الأساس باستخدام خنادق مملوءة بالماء على النحو الذي اقترحه مارك لينر وإدواردز أو من خلال استخدام مستوى مربع خام والاستعانة بمساحين من ذوي الخبرة.

طريقة طاليس (نظرية التقاطع) لتحديد ارتفاع هرم خوفو

### أنواع مختلفة من المنحدرات

مثال على منحدر مستقيم كبير

يعترف معظم علماء المصريات بأن المنحدرات هي من أكثر طرق رفع الكتل ومع ذلك يعترفون بأنها طريقة غير مكتملة لابد من استكمالها باستخدام جهاز آخر. تم العثور على أدلة أثرية لاستخدام المنحدرات في الهرم الأكبر بالجيزة  والأهرامات الأخرى. الطريقة الأكثر قبولًا لمساعدة المنحدرات هي الرفع. تقدم السجلات الأثرية دليلاً على منحدرات صغيرة وجسور مائلة فقط، وليس شيئًا كان يمكن استخدامه لبناء حتى غالبية الهرم.

### فرضية جان بيير هودين «المنحدر الداخلي»
كان والد هودين مهندسًا معماريًا، فكر في عام 1999 في طريقة بناء تبدو له أكثر منطقية من أي طريقة موجودة مقترحة لبناء الأهرامات. لتطوير هذه الفرضية تخلى جان بيير هودين وهو أيضًا مهندس معماري عن وظيفته وبدأ في رسم أول نموذج معماري بمساعدة الحاسوب للهرم الأكبر. ينطوي مخططه على استخدام منحدر خارجي منتظم لبناء أول 30٪ من الهرم مع «منحدر داخلي» يأخذ الحجارة إلى ما بعد ذلك الارتفاع. ثم يتم إعادة تدوير حجارة المنحدر الخارجي في الطوابق العليا وبالتالي شرح النقص المحير في الأدلة على فرضية وجود المنحدرات.

### فرضية الخرسانة بالحجر الجيري
عالم المواد جوسيف دافيدوفيتس قد ادعى أن وحدات من الهرم ليست منحوتة من الحجر، ولكن في الغالب شكل من أشكال الحجر الجيري الخرسانية وأنها مصبوبة بطريقة تشبه الخرسانة الحديثة. ووفقًا لهذه الفرضية، يتم استخراج الحجر الجيري الناعم الذي يحتوي على نسبة عالية من الكالونيت في الوادي جنوب هضبة الجيزة ثم يتم إذابة الحجر الجيري في أحواض كبيرة يغذيها النيل حتى يصبح ملاطًا مائيًا. ويتم خلط الجير (الموجود في رماد حرائق الطهي) والنترون (الذي يستخدمه المصريون أيضًا في التحنيط). ثم تترك البرك لتتبخر تاركة وراءها خليطًا رطبًا يشبه الطين. ويتم بعدها نقل هذه «الخرسانة» الرطبة إلى موقع البناء حيث سيتم تعبئتها في قوالب خشبية قابلة لإعادة الاستخدام وستخضع في غضون أيام قليلة لتفاعل كيميائي مماثل لمعالجة الخرسانة. ويقترح أن الكتل الجديدة يمكن وضعها في مكانها فوق الكتل القديمة والضغط عليها. تم إجراء اختبارات لإثبات هذه النظرية باستخدام مركبات مماثلة في معهد جيوبوليمر في شمال فرنسا ووجد أن طاقم مكون من خمسة إلى عشرة يعملون بأدوات يدوية بسيطة يمكن أن يكتلوا على هيكل من خمسة طن في بضعة أسابيع. كما يدعي أن لوحة المجاعة إلى جانب النصوص الهيروغليفية الأخرى تصف تكنولوجيا التكتل الحجري.

### تجربةNOVAلبناء الهرم
في عام 1997، أجرى مارك لينر وعامل البناء روجر هوبكنز تجربة بناء هرم لمدة ثلاثة أسابيع لحلقة تلفزيونية من برنامج NOVA . قاموا ببناء هرم إرتفاعه 6 متر (20 قدم) وعرضه 9 متر (30 قدم) وحجمة 162 متر مكعب (5,700 قدم3) أي أنه يزن حوالي 405 طن. صُنعت من 186 حجرًا تزن 2.2 طنًا في المتوسط. قام اثنا عشر من المحاجر بنحت 186 حجرًا في 22 يومًا وتم تشييد المبنى باستخدام 44 رجلاً. استخدموا المطارق الحديدية والأزاميل والأذرع. لكن لينر وهوبكنز قاما بتجارب على الأدوات النحاسية مشيرين إلى أنها كانت كافية للعمل اليدوي شريطة توفر قوة عاملة إضافية لإعادة الأدوات القديمة باستمرار. وقدروا أنهم كانوا بحاجة إلى حوالي 20 رجلًا إضافيًا لهذه الصيانة.